# Conservatório Real de Música

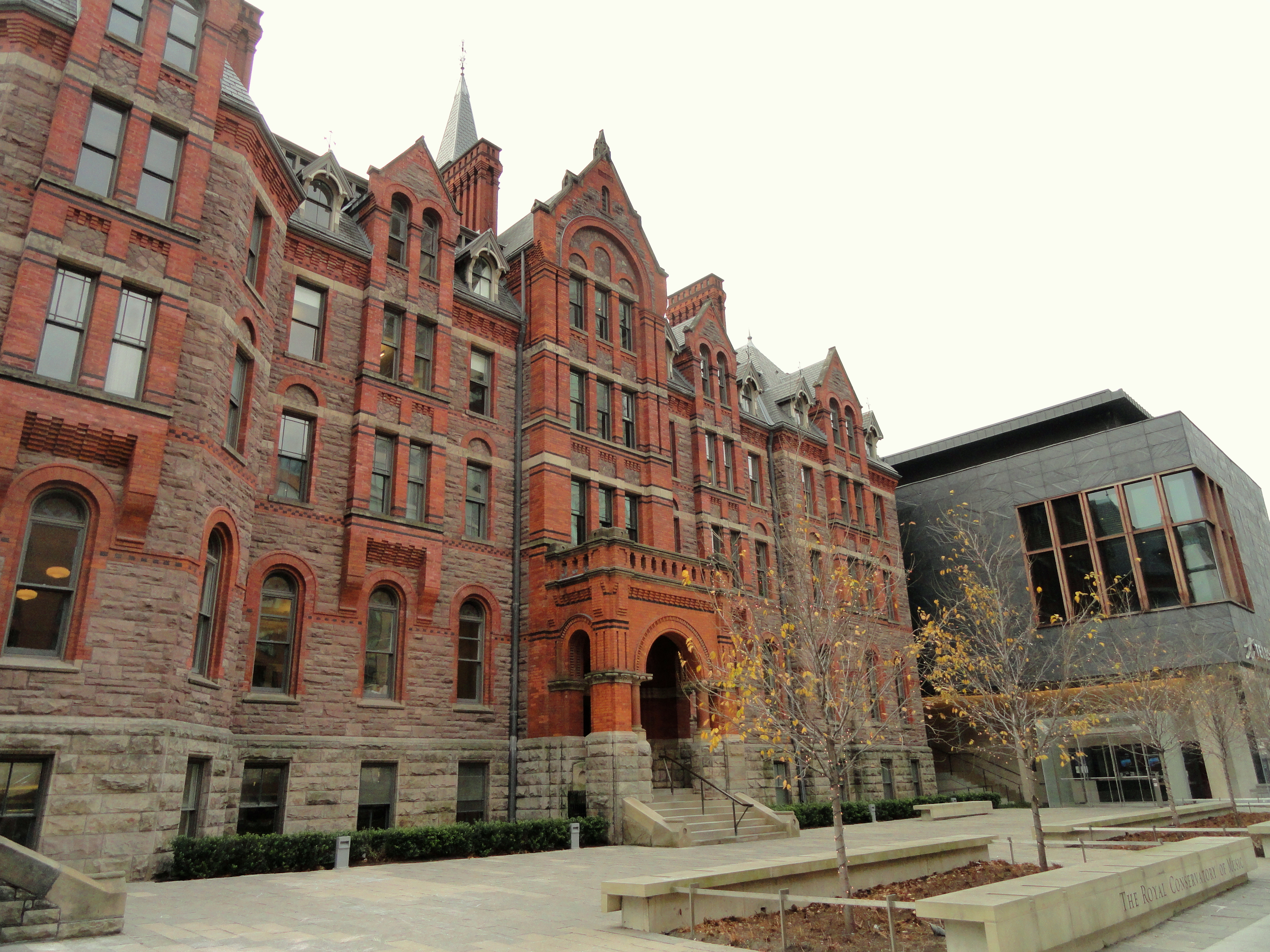
Ihnatowycz Hall, Royal Conservatory of Music, Toronto, Ontario, Canada.

O Conservatório Real de Música, também conhecido como Conservatório Real, localiza-se em Toronto, Canadá e foi fundado por Edward Fisher em 1886 como Conservatório de Música de Toronto. Notáveis alunos incluem: Glenn Gould, Oscar Peterson, Diana Krall, Measha Brueggergosman e Isabel Bayrakdarian. 

## História
O Conservatório foi fundado em 1886 como Conservatório de Música de Toronto e foi oficialmente inaugurado em setembro de 1887. O fundador, Edward Fisher foi um jovem organista nascido nos Estados Unidos. Esta tornou-se a primeira instituição dedicada a treinar cantores e músicos no Canadá. Inicialmente o Conservatório tinha cem alunos, crescendo para trezentos como sua reputação.

## Alunos Notáveis
- Glenn Gould
- Oscar Peterson
- Diana Krall
- Measha Brueggergosman
- Isabel Bayrakdarian
- Amanda Marshall
- Paul Shaffer
- Norman Jewison
- Martin Beaver
- Mario Bernardi
- Jon Vickers
- Jesse Cook
- Naida Cole
- Teresa Stratas
- Loreena McKennitt
- Robert Goulet
- Lois Marshall
- Quarteto St. Lawrence
- Mitchell Sharp
- Norbert Kraft
- Angela Hewitt
- Howard Cable
- George Crum
- Aline Chrétien
- Adrienne Clarkson
- Bruce Cockburn
- David Foster
- Lawrence Gowan
- Stephen Harper
- Eli Kassner
- Greg Wells
- Rafael Villanueva
- Robert Fleming
- George Gao

## Professores do Passado e Presente
- Healey Willan
- Sir Ernest MacMillan
- Alberto Guerrero
- Boyd Neel
- Lorand Fenyves
- Boris Berlin
- Nicholas Goldschmidt
- Leon Fleisher
- Paul Kantor
- John Perry
- Marc Durand